# Rytele Suche
Pour les articles homonymes, voir Suche.
Rytele Suche  [rɨˈtɛlɛ ˈsuxɛ] est un village polonais de la gmina de Ceranów dans le powiat de Sokołów et dans la voïvodie de Mazovie, au centre-est de la Pologne.
Il est situé à environ 9 kilomètres au nord-ouest de Ceranów, 32 kilomètres au nord de Sokołów Podlaski et à 93 kilomètres au nord-est de Varsovie.